# Contingencia
En lógica, la contingencia es el modo de ser o característica de algo en cuanto a que  puede ser o no ser, dependiendo del caso (algo que no es necesario, pero sí es posible). En general la contingencia se predica de los estados de cosas, los hechos, los eventos o las proposiciones. Existe un debate sobre si es aceptable hablar de entidades contingentes (o entidades necesarias o imposibles), conocido como el debate en torno a las modalidades de dicto (de la palabra) y de res (de la cosa).
La relación entre necesidad, posibilidad y contingencia es fácil de malentender. Todo lo que es contingente es posible, pero no todo lo que es posible es contingente, pues aquello que es necesario también es posible, pero no es contingente. Por otra parte, no todo lo que no es necesario es contingente, pues lo que es imposible no es ni necesario ni contingente. Si tiramos una moneda al aire y sale cara este suceso azaroso es contingente. Necesario es por ejemplo que el triángulo tenga tres lados.
En lógica modal, se dice que una fórmula es contingente cuando es verdadera en al menos un mundo posible y falsa en otro.

## Historia de la contingencia
Aristóteles oponía la contingencia a la necesidad, noción que fue recogida en la Edad Media por Tomás de Aquino, para quien el ens contingens (el mundo, el ser humano) se opone al ens necessarium (Dios). El ser contingente es aquel que no es por sí, sino por otro sí. Así pues, puede ser y no ser, no es necesario que sea. Este no es el caso de Dios, cuya existencia para Tomás de Aquino es necesaria: Dios no puede no existir.
Posteriormente, Gottfried Leibniz se sirvió de la distinción entre contingencia y necesidad para mostrar la diferencia entre verdades de hecho (referidas a asuntos que pueden ser o no ser) y verdades de razón (que son necesarias).
De ahí que las proposiciones o enunciados contingentes puedan ser verdaderos o puedan ser falsos. Un enunciado contingente no necesita ser verdadero ni necesita ser falso. La negación de un enunciado contingente, no supone caer en contradicción. En cambio, la negación de un enunciado necesario es contradictoria.